# Cañoneros Fútbol Club
El Cañoneros Fútbol Club también llamado Club Cañoneros Xalapa, es un equipo de fútbol de México que juega en la Serie A de la Liga Premier. Tiene como sede Xalapa, Veracruz.

## Historia

### Primeros años
El equipo fue creado en el año 2012 tras un acuerdo entre la Liga de Fútbol Torneo Central de Reservas y la Secretaría de Marina, por el cual el conjunto pasó a militar en la Tercera División a partir de la temporada 2012-13, durante el tiempo que fue un equipo perteneciente a una institución del Estado Mexicano, recibía apoyo financiero, logístico y de seguridad procedentes del presupuesto público.
En su primera temporada finalizó en la posición 2 del grupo IV, lo que le permitió clasificarse a la liguilla, siendo eliminado en la ronda de treintadosavos de final por el conjunto Estudiantes de Atlacomulco. En su segunda temporada, finalizó en la misma posición, llegando hasta los cuartos de final.
En las siguientes temporadas, el cuadro continuó con presencia en los puestos principales de su grupo, lo que le permitió acceder a las rondas de liguillas, en las cuales caería eliminado.
En la temporada 2017-18, el equipo finalizó como líder de su grupo con 92 puntos, además de convertirse en el segundo equipo con mejor promedio de todos los contendientes. En la fase de liguilla, el equipo eliminó a los equipos Halcones de Rayón y Azules de la Sección 26, mientras que en la tercera ronda fue derrotado por el Poza Rica. Sin embargo, gracias a su promedio, el club pudo continuar en la fase final por tener el mejor cociente. Tras esto, el cuadro eliminó a los Tuzos de Pachuca y al Poza Rica. Para llegar directamente a la final del campeonato.
En la final de temporada, el cuadro de la Marina se enfrentó al Acatlán. Finalmente, el conjunto jalisciense se hizo con el campeonato tras ganar una serie de penales, la cual le permitió ganar en un principio el ascenso de categoría.
A lo largo de su historia, el equipo ha disputado algunos enfrentamientos amistosos contra clubes de la primera división, y del extranjero, como fue el caso del Toronto FC.

### Segunda División
El 6 de julio de 2018 se anunció que el cuadro de la Marina fue ascendido a la Serie B, pese a ser el subcampeón de la Tercera División, esto por ser el club mejor clasificado que cumple los requisitos necesarios para la promoción, debido a que el campeón, Acatlán, no pudo acreditarse a tiempo. Para la temporada 2018-19 el equipo principal pasó a ser conocido como Club Cañoneros Marina, por otro lado, se creó un segundo equipo en Tercera División manteniendo la identidad original.
Al finalizar el torneo regular de la temporada 2018-19, el cuadro naval finalizó en quinto lugar general, por lo que se clasificó la liguilla. En cuartos de final eliminó a Mineros de Fresnillo con global de 6-2, mientras que en semifinales empató por 1-1 con el Atlético Saltillo Soccer, sin embargo, por su mejor puntuación accedió a la primera final en el nuevo circuito.
En el partido de ida, el equipo de la Marina fue derrotado por 2-0 ante el Deportivo Cafessa, sin embargo, en el juego de vuelta, el conjunto naval remontó la serie para ganar por 3-2 en el marcador global, de esta manera se consiguió el primer campeonato en la historia de la institución.
El 28 de junio de 2019 se confirmó la participación del Club Cañoneros Marina en la Serie A de la Liga Premier, por lo que de esta forma, el equipo hiló su segundo ascenso de categoría consecutivo.
En 2021 el equipo fue renombrado como Cañoneros Fútbol Club debido a que la Secretaría de Marina retiró el apoyo financiero e institucional al club, por lo que dejó de llevar el nombre de la dependencia en su identidad.
En 2024 el equipo cambió de sede abandonando la Ciudad de México para instalarse en Xalapa, Veracruz debido a la existencia de mejores condiciones para el desarrollo del equipo en la capital veracruzana.

## Temporadas
| Temporada     | División          | Posición                          |
| ------------- | ----------------- | --------------------------------- |
| 2012/2013     | 5.Tercera         | 2.º Grupo IV (32avos. de Final)   |
| 2013/2014     | 5.Tercera         | 2.º Grupo IV (Cuartos de final)   |
| 2014/2015     | 5.Tercera         | 4.º Grupo IV (32avos. de Final)   |
| 2015/2016     | 5.Tercera         | 1.º Grupo IV (16avos. de Final)   |
| 2016/2017     | 5.Tercera         | 3.º Grupo IV (Fase Final Etapa 3) |
| 2017/2018     | 5.Tercera         | 1.º Grupo IV (Subcampeón)         |
| 2018/2019     | 4.Segunda Serie B | 5.º (Campeón)                     |
| 2019/2020     | 3.Segunda Serie A | 11.º Grupo II                     |
| 2020/2021     | 3.Segunda Serie A | 13.º Grupo II                     |
| Apertura 2021 | 3.Segunda Serie A | 11.º Grupo II                     |
| Clausura 2022 | 3.Segunda Serie A | 10.º Grupo II                     |
| Apertura 2022 | 4.Segunda Serie B | 8.º                               |
| Clausura 2023 | 4.Segunda Serie B | 11.º                              |
| 2023/2024     | 4.Segunda Serie B | 13.º                              |
| Apertura 2024 | 4.Segunda Serie B | 6.º (Cuartos)                     |
| Clausura 2025 | 4.Segunda Serie B | 6.º (Cuartos)                     |

## Palmarés
| Competición nacional   | Títulos   | Subcampeonatos |
| ---------------------- | --------- | -------------- |
| Segunda Serie B (1/0)  | 2018/2019 |                |
| Tercera División (0/1) |           | 2017/2018      |

## Filial
Cañoneros "B"
| Temporada | División  | Posición                        |
| --------- | --------- | ------------------------------- |
| 2018/2019 | 5.Tercera | 7.º Grupo IV (32avos. de Final) |
| 2019/2020 | 5.Tercera | 14.º Grupo IV *                 |
| 2020/2021 | 5.Tercera | 14.º Grupo IV                   |
| 2021/2022 | 5.Tercera | 15.º Grupo V **                 |
| 2022/2023 | 5.Tercera | 12.º Grupo V                    |

* Torneo suspendido por la pandemia de Covid-19, sin embargo, la Liga y la FMF hicieron oficiales las posiciones al momento de suspenderse la competencia.

** El equipo compitió oficialmente con el nombre Promodep Central debido a que esa franquicia fue la utilizada como filial del Club tras la desvinculación de la Secretaría de Marina con el equipo. Mientras que la franquicia original de Marina C.R. pasó a ser operada por un tercero ajeno al club y a la secretaría gubernamental.